# مطثية سورديلية
مطثية سورديلية أو الكلوستريديوم سورديلي (الاسم العلمي: Clostridium sordellii) هي نوع من البكتيريا يتبع جنس المطثية من الفصيلة المطثاوية.